# Петуорт-хаус
Петуорт-хаус, также Петуэрт-хаус (англ. Petworth House) — усадебный дом в округе Петуорт близ Чичестера (Западный Сассекс, Англия), выстроенный в 1688 году для Чарльза Сеймура, 6-го герцога Сомерсета, на руинах средневековой крепости 1-го барона Перси — внучатого племянника Генриха III. О временах Перси напоминает сохранившаяся до наших дней каменная часовня.
В 1870-е годы дом был перестроен по проекту архитектора Энтони Сэлвина. В интерьере сохранилась изысканная деревянная резьба работы Гринлинга Гиббонса. В большом оленьем парке Петуорт-хауса, оформленном Ланселотом Брауном, обитает самое крупное в Англии стадо европейских ланей. С 1750 года поместьем владеют графы Эгремонты из рода баронетов Уиндемов.
Петуорт-хаус славится богатой коллекцией произведений искусства, собранной Джорджем Уиндемом, 3-м графом Эгремонтом(1751—1837). С 1947 года в усадьбе действует общедоступный музей. В числе главных экспонатов — 19 картин Уильяма Тёрнера (который был дружен с Джорджем Уиндемом и часто приезжал в Петуорт рисовать парк с оленями) и старейший в Англии глобус тюдоровской эпохи.
В Петуортской усадьбе вырос и освоил своё ремесло инженер Джон Уптон, который руководил застройкой Севастополя в 1830-е годы. На территории имения проходили съёмки фильмов «Барри Линдон» (1975) и «Золотой век» (2007).

## История

### Средневековый манор
Манор Петуорт перешёл во владение рода Перси как королевский дар Жослену Лувенскому от его сестры, Аделизы Лувенской, вдовы короля Генриха I (1100—1135). Жослен позднее женился на наследнице рода Перси и принял её фамилию. Его потомки, носившие также титул графов Нортумберлендских, стали самым могущественным аристократическим семейством Северной Англии. Главной резиденцией Перси был замок Алник в Нортумберленде, близ границы с Шотландией, а Петуорт члены этой семьи посещали лишь время от времени.
В 1308—1309 годах Генри де Перси, 1-й барон Перси (1273—1314) построил в Петуорте укрепленную усадьбу, от которой уцелели часовня и подвал со сводами, сохранившиеся в составе современного здания. Эта усадьба служила охотничьим домом нескольким поколениям семьи, а окрестные лесные угодья часто использовались для охоты и верховых прогулок.
В 1536 году род Перси принял участие в католическом восстании против Генриха VIII, положившего начало английской Реформации. Потерпев поражение, Перси временно лишились не только баронского и графского титулов, но и родовых владений в Петуорте. Королева Мария I вернула им титулы и земли, но при Елизавете I Перси снова впали в немилость. В 1569 году Томас Перси, 7-й граф Нортумберленд, возглавил Северное восстание, намереваясь свергнуть Елизавету и посадить на трон Марию Стюарт. Это восстание также не увенчалось успехом, и в 1572 году Томас Перси был казнён по обвинению в государственной измене. Его младший брат, Генри Перси, 8-й граф Нортумберленд, предстал перед судом, но был частично оправдан и отделался штрафом и домашним заключением в Петуорте. В связи с переездом семьи в Петуорт на постоянное жительство старый дом был перестроен, расширен и дополнен большими конюшнями и садом. Часть усадебного дома того периода («утраченное» северное крыло, которое снесли в 1692 году) была обнаружена в ходе археологических раскопок 2012—2015 годов на участке перед современным зданием.

### Барочный усадебный дом
В 1670 году Джоселин Перси, 11-й граф Нортумберленд (1644—1670) умер, не оставив наследника мужского пола. Всё его состояние, включая манор Петуорт, перешло к единственной наследнице — двухлетней дочери, леди Элизабет Перси (1667—1722). В 1682 году, в возрасте шестнадцати лет и уже дважды овдовев к этому времени, Элизабет вышла замуж за двадцатилетнего Чарльза Сеймура, 6-го герцога Сомерсета (1662—1748), родовым гнездом которого был замок Мальборо в Уилтшире. Чарльз и Элизабет стали одной из самых богатых супружеских пар во всей Британии.
В 1688—1702 годах Чарльз Сеймур, носивший прозвище «Гордый герцог», перестроил Петуорт-хаус в стиле барокко, стремясь добиться сходства с барочными дворцами континентальной Европы, прежде всего Версальским.
В тот же период были преобразованы прилегающие территории: в окрестных лесах стали добывать камень, что существенно упростило строительные работы, а непосредственно вокруг дома были разбиты регулярные сады с каналами и рыбными садками, партером, большой теплицей, оранжереей и липовой аллеей, ведущей к парадному ходу. К западу от дома появился большой газон, состоящий из четырех равных прямоугольников, а склон холма к северу от газона был разделён на террасы с лестницами и дорожками для прогулок, украшенные резными скамьями и статуями.

### Раздел наследства и перепланировка садов
С 1750 года домом и поместьем в Петуорте владело знатное семейство Уиндемов — потомки сэра Чарльза, 4-го баронета Уиндема (1710—1763) из Орчард-Уиндема, который был племянником и одним из наследников Элджернона Сеймура, 7-го герцога Сомерсета (1684—1750). Предстоящий раздел огромных владений угасшего рода Перси осложнил отношения между Элджерноном и его отцом, «Гордым герцогом». После смерти Чарльза Сеймура король Георг II даровал 7-му герцогу четыре дополнительных титула. Два из них — граф Эгремонт вместе с дочерним титулом барона Кокермута — были созданы с правом наследования для племянников герцога, в том числе для Чарльза Уиндема, который и был законным наследником не только поместья в Петуорте, но и замков Кокермут и Эгремонт.
После смерти 7-го герцога, скончавшегося в 1750 году, его земли и титулы были разделены: часть наследства досталась его дочери, леди Элизабет Сеймур, и ее мужу, сэру Хью, 4-му баронету Смитсону (ок. 1714—1786), а часть, как и предполагалось, Чарльзу Уиндему. Элизабет и Хью унаследовали северные владения рода Перси, включая замок Алник и Сайон-хаус, а также титулы барона Уоркуорта (вместе с замком Уоркуорт) и графа Нортумберленда; их потомки — современные герцоги Нортумберленды, главной резиденцией которых остаётся замок Алник. Чарльз Уиндем стал 2-м графом Эгремонтом и получил Петуорт и земли в Суссексе, Камбрии и Йоркшире.
2-й граф сыграл важную роль в истории Петуорт-хауса: он собрал коллекции античных статуй и зеркал в стиле рококо, выставленных в доме и по сей день, а также нанял выдающегося ландшафтного архитектора Ланселота Брауна, который в 1750-х—1760-х годах провел полную перепланировку территорий, прилегающих к дому. Барочные регулярные сады уступили место пейзажному парку; Браун приподнял профиль газона перед домом, засыпал каменоломни, срыл террасы и выровнял поверхность холма. Как показывают археологические исследования, перед работами по выравниванию поверхности грунта дёрн снимали пластами, а по завершении работ возвращали на место, чтобы ландшафт сохранял естественный вид.

### «Дом художеств»
Славой пристанища изящных искусств Петуорт-хаус обязан старшему сыну Чарльза Уиндема — Джорджу О'Брайену Уиндему, 3-му графу Эгремонту (1751—1837). Унаследовав дом в 1763 году, Джордж положил начало «золотому веку» Петуорта. Он собрал внушительную коллекцию произведений искусства и превратил дом в выставочное пространство. Среди прочего, в 1824—1825 годах к усадьбе была пристроена Северная галерея, предназначавшаяся для демонстрации статуй и картин.
Джордж был другом и покровителем ряда современных ему художников, в том числе Уильяма Тёрнера и Джона Констебла. Оба они часто гостили в Петуорте и запечатлели дом и парк на многих своих картинах (что в наши дни стало полезным подспорьем при реставрационных работах в поместье).
После смерти 3-го графа Петуортское поместье и замок Кокермут достались по завещанию его старшему внебрачному сыну — полковнику Джорджу Уиндему (1787—1869). Будучи незаконнорождённым, Джордж не мог продолжить линию графов Эгремонтов, и в 1859 году королева Виктория создала для него титул барона Ликонфилда, а 4-м графом Эгремонтом стал его тёзка, племянник Чарльза.
Джордж Уиндем, 4-й граф Эгремонт (1786—1845) не получил Петуорт, но унаследовал большие имения Уиндемов, в том числе Орчард-Уиндем, которым по сей день владеют носители этой фамилии. Пытаясь возместить утрату Петуорта, он построил собственную усадьбу в Девоне — Силвертон-Парк, но, по общему мнению, та получилась безобразной и в 1901 году была снесена.

### Передача в Национальный фонд
В 1947 году Эдвард Уиндем, 5-й барон Ликонфилд (1883—1967) передал Петуорт-хаус и олений парк в государственную собственность, и в настоящее время они находятся под управлением Национального фонда Великобритании. Джон Уиндем, 6-й барон Ликонфилд и (с 1963 года) 1-й барон Эгремонт передал Национальному фонду часть содержимого дома, включая многие картины и статуи, в качестве компенсации налога на наследство. Остальная территория Петуорта и окрестные земли по-прежнему принадлежат Ликонфилдам. За семьей также осталось право проживания, которым по традиции пользуется и нынешний носитель титула — Макс Уиндем, 2-й барон Эгремонт, занимающий южное крыло дома. Его жена, леди Кэролайн, восстановила приусадебные сады.

## Музей
Основная часть Петуорт-хауса открыта для посетителей как общедоступный музей.
В коллекцию музея входят 19 полотен Уильяма Тёрнера (некоторые остались в собственности семьи Уиндемов, а некоторые принадлежат Британской галерее Тейт), картины Ван Дейка, резная комната, оформленная Гринлингом Гиббонсом, и произведения Бена Хармса, современного резчика по дереву, античные и неоклассические статуи (в том числе работы Джона Флаксмана и Джона Эдварда Кэрью), а также настенная и потолочная живопись Луи Лягерра. Один из самых известных экспонатов музея — глобус работы Эмери Молиньё, изготовленный в 1592 году. Это старейший из британских глобусов и, вероятно, единственный из земных глобусов Молиньё, дошедший до наших дней в сохранности.
Музей Петуорт-хауса и окрестный парк — популярная туристическая достопримечательность. На территории усадьбы действуют две автомобильные стоянки для посетителей, магазины, кафе и сезонная выставочная галерея.

## Петуорт-парк
В пейзажном усадебном парке площадью 283 гектара (700 акров) обитает крупнейшее в Англии стадо европейских ланей. Это один из самых знаменитых английских парков — благодаря изображениям на картинах Тёрнера. В парке имеется лесной сад площадью 12 гектаров (30 акров) и несколько необычных аха. В Петуорт-хаусе располагается Петуортский клуб реал-тенниса, а в парке — площадки местного крикетного клуба.
Петуорт-парк включён в британский Реестр исторических парков и садов.

## Окрестности
Усадебный дом в Петуорте, как и во многих других средневековых манорах, первоначально был построен неподалёку от приходской церкви. Вокруг церкви постепенно выросла деревня, к настоящему времени превратившаяся в городок средних размеров. Перестроенный и обновлённый дом остался на прежнем месте, что нехарактерно для усадеб такой величины: в большинстве случаев владельцы поместий возводили новый дом на достаточном удалении от разросшейся деревни или даже сносили деревню и церковь, чтобы обеспечить себе уединение и покой. Однако Петуорт-хаус и Петуорт-парк по сей день соседствуют с одноимённым городком.
На главной улице Петуорта действует коттедж-музей, воспроизводящий обстановку коттеджей, в которых жили работники поместья около 1910 года.

### Статьи
- Dommett, Tom. Petworth Park's Hidden Past (англ.) // Sussex Archaeological Collections: Relating to the history and antiquities of the counties of East and West Sussex. — Sussex Archaeological Society, 2015. — Vol. 153. — doi:10.5284/1000334.
- Russell, Miles. Sanctioning Memory: Changing Identity. Using 3D laser scanning to identify two 'new' portraits of the Emperor Nero in English antiquarian collections (англ.) // Internet Archaeology. — 2016. — Iss. 42. — doi:10.11141/ia.42.2.
- Wallis, Helen M. A newly-discovered Molyneux globe (англ.) // Imago Mundi. — 1952. — Iss. 9. — doi:10.1080/03085695208592012.